# Jean Jacquier
Jean Jacquier est un footballeur français évoluant au poste de défenseur. Son frère Louis est également footballeur.

## Statistiques
Le tableau ci-dessous retrace la carrière de Jean Jacquier depuis ses débuts :
| Saison                | Club                   | Championnat                                   | Championnat | Championnat | Coupe(s) nationale(s) | Coupe(s) nationale(s) | Total | Total |
| Saison                | Club                   | Division                                      | M.          | B.          | M.                    | B.                    | M.    | B.    |
| 1914-1915             | Olympique de Marseille | /                                             | -           | -           | 6                     | 3                     | 6     | 3     |
| 1915-1916             | Olympique de Marseille | /                                             | -           | -           | 6                     | 9                     | 6     | 9     |
| 1918-1919             | Olympique de Marseille | /                                             | -           | -           | 7                     | 2                     | 7     | 2     |
| 1919-1920             | Olympique de Marseille | /                                             | -           | -           | 4                     | 0                     | 4     | 0     |
| 1920-1921             | Olympique de Marseille | Championnat Sud-Est + Championnat de Provence | 4+7         | 0+3         | 2                     | 3                     | 13    | 6     |
| 1921-1922             | Olympique de Marseille | Championnat Sud-Est                           | 8           | 2           | 5                     | 2                     | 13    | 4     |
| 1922-1923             | Olympique de Marseille | Championnat Sud-Est                           | 7           | 0           | 3                     | 0                     | 10    | 0     |
| 1923-1924             | Olympique de Marseille | Championnat Sud-Est                           | 8           | 0           | 6                     | 0                     | 14    | 0     |
| 1924-1925             | Olympique de Marseille | Championnat Sud-Est                           | 9           | 0           | 4                     | 0                     | 13    | 0     |
| 1925-1926             | Olympique de Marseille | Championnat Sud-Est                           | 9           | 0           | 6                     | 0                     | 15    | 0     |
| 1926-1927             | Olympique de Marseille | Championnat Sud-Est                           | 3           | 0           | 5                     | 0                     | 8     | 0     |
| Sous-total            | Sous-total             | Sous-total                                    | 55          | 5           | 54                    | 19                    | 109   | 24    |
| 2027-2028             | CSM Marseille          | -                                             | -           | -           | -                     | -                     | 0     | 0     |
| Sous-total            | Sous-total             | Sous-total                                    | -           | -           | -                     | -                     | 0     | 0     |
| 1928-1929             | Olympique de Marseille | Championnat Sud-Est                           | 8           | 0           | 1                     | 0                     | 9     | 0     |
| 1929-1930             | Olympique de Marseille | Championnat Sud-Est                           | 3           | 0           | 2                     | 0                     | 5     | 0     |
| 1930-1931             | Olympique de Marseille | Championnat Sud-Est                           | 8           | 0           | 6                     | 0                     | 14    | 0     |
| 1931-1932             | Olympique de Marseille | Championnat Sud-Est                           | 2           | 0           | -                     | -                     | 2     | 0     |
| Sous-total            | Sous-total             | Sous-total                                    | 21          | 0           | 9                     | 0                     | 30    | 0     |
| Total sur la carrière | Total sur la carrière  | Total sur la carrière                         | 76          | 5           | 63                    | 19                    | 139   | 24    |

## Palmarès
Olympique de Marseille
- Coupe de France
  - Vainqueur : 1924
  - Vainqueur : 1926
  - Vainqueur : 1927

- Championnat de France Amateur
  - Champion : 1929

## Sources
- Alain Pécheral, La grande histoire de l'OM (Des origines à nos jours), Paris, L'Équipe, 2007, 507 p. (ISBN 978-2-916400-07-5), « Raymond Durand, l'homme qui aimait l'OM », p. 101